# Liste der Abkürzungen antiker Autoren und Werktitel/B
| Abk. Autor       | Autor                                                                   | Autor                                                                                | Edition |
|                  | Abk. Werk                                                               | Werktitel                                                                            | Deutscher Titel |
| ---------------- | ----------------------------------------------------------------------- | ------------------------------------------------------------------------------------ | --- |
| b                | Babylonischer Talmud (Talmud Bavli)                                     | Babylonischer Talmud (Talmud Bavli)                                                  | Talmud Bavli, Ausgabe Romm, Wilna 1880–1886, mehrere Nachdrucke / Lazarus Goldschmidt (Hg. und Übers.): Der babylonische Talmud. Den Haag 1933–1935 / Isidore Epstein (Hg.): The Babylonian Talmud. London 1935–1952 / Adin Steinsaltz: Talmud Bavli. Mevoar meturgam umenuqqad. Jerusalem 1967ff |
| Babr.            | Babrios                                                                 | Babrios                                                                              | |
|                  |                                                                         | fabulae Μυθίαµβοι (Mythíamboi)                                                       | Fabeln |
| Bakchyl.         | Bakchylides                                                             | Bakchylides                                                                          | |
|                  | dith.                                                                   | dithyrambi Διθύραµβοι (Dithýramboi)                                                  | Dithyramben |
|                  | epin.                                                                   | epinici Ἐπινίκια (Epiníkia)                                                          | Epinikien |
| BAPD             | Beazley Archive Pottery Database                                        | Beazley Archive Pottery Database                                                     | |
| Bar              | Baruch                                                                  | Baruch                                                                               | |
| Barn             | Barnabasbrief Βαρνάβα ἐπιστολή                                          | Barnabasbrief Βαρνάβα ἐπιστολή                                                       | |
| Bas. (Basil.)    | Basilius der Große                                                      | Basilius der Große                                                                   | |
|                  | ad iuv.                                                                 | ad iuvenes                                                                           | An die Jünglinge |
|                  | ad mon.                                                                 | admonitio ad monachos                                                                | |
|                  | adv. eon.                                                               | adversus eunomion                                                                    | Gegen Eunomios |
|                  | asc. 1-2                                                                | sermones ascetici                                                                    | (Zuschreibung unsicher) |
|                  | asc. disc.                                                              | sermo de ascetica disciplina                                                         | (Zuschreibung unsicher) |
|                  | bapt.                                                                   | de baptismo libri duo                                                                | (Zuschreibung unsicher) |
|                  | c. Eunom. 1-3                                                           | adversus Eunomium libri tres                                                         | Gegen Eunomios Buch 1-3 |
|                  | c. Eunom. 4-5                                                           | adversus Eunomium libri duo                                                          | Gegen Eunomios Buch 4-5 (Zuschreibung unsicher) |
|                  | calumn. trin.                                                           | adversus calumniatores Trinitatis                                                    | (Zuschreibung unsicher) |
|                  | comment. in Jes.                                                        | commentarius in Is. 1-16                                                             | (Zuschreibung unsicher) |
|                  | epist.                                                                  | epistulae Ἐπιστολαί (Epistolaí)                                                      | Briefe |
|                  | fid.                                                                    | de fide                                                                              | |
|                  | frg.                                                                    | fragmenta                                                                            | |
|                  | hex.                                                                    | homiliae in hexaemeron                                                               | Homilien zum Hexaemeron |
|                  | hom.                                                                    | homiliae variae                                                                      | |
|                  | hom. in Ps.                                                             | homilia in psalmos                                                                   | 13 Homilien zu Psalmen |
|                  | in Chr. generat.                                                        | in sanctam Christi generationem                                                      | (Zuschreibung unsicher) |
|                  | in Lac.                                                                 | homilia dicta in Lacisis                                                             | (Zuschreibung unsicher) |
|                  | inst. asc.                                                              | praevia institutio ascetica                                                          | (Zuschreibung unsicher) |
|                  | iudic.                                                                  | de iudicio Dei                                                                       | |
|                  | leg. lib. gent.                                                         | ad adolescentes (de legendis libris gentilium) Πρὸς τοὺς νέους (Pròs toùs néous)     | |
|                  | moral.                                                                  | regulae morales                                                                      | |
|                  | perf.                                                                   | de perfectione vitae monachorum                                                      | |
|                  | poen. mon.                                                              | poenae in monachos delinquentes                                                      | |
|                  | reg. brev.                                                              | regulae brevius tractatae                                                            | |
|                  | spir.                                                                   | de spiritu sancto                                                                    | Über den Heiligen Geist |
| Bas.             | Basiliken (Basilicorum libri LX, altgriechisch τά βασιλικά νόμιμα)      | Basiliken (Basilicorum libri LX, altgriechisch τά βασιλικά νόμιμα)                   | Karl Wilhelm Ernst Heimbach (Leipzig 1833–1850) |
| BatM             | Bate Midraschot                                                         | Bate Midraschot                                                                      | A. J. Wertheimer (Hg.): Bate Mid-raschot. 25 rabbinische Midraschim. 2 Bde. Jerusalem 21954, Nachdruck 1980 |
| Batr.            | Batrachomyomachia Βατραχοµυοµαχία                                       | Batrachomyomachia Βατραχοµυοµαχία                                                    | |
| BB               | Talmudtraktat Bava batra                                                | Talmudtraktat Bava batra                                                             | |
| Beazley Addenda² | Beazley Addenda: Additional References to ABV, ARV² and Paralipomena    | Beazley Addenda: Additional References to ABV, ARV² and Paralipomena                 | Thomas H. Carpenter et al. (2. Aufl., Oxford 1989) |
| Bekh             | Talmudtraktat Bekhorot                                                  | Talmudtraktat Bekhorot                                                               | |
| Bel et Dr        | Bel et Draco                                                            | Bel et Draco                                                                         | |
| Bell. Afr.       | Bellum Africum                                                          | Bellum Africum                                                                       | |
| Bell. Alex.      | Bellum Alexandrinum                                                     | Bellum Alexandrinum                                                                  | |
| Bell. Hisp.      | Bellum Hispaniense                                                      | Bellum Hispaniense                                                                   | |
| BemR             | Bemidbar Rabba (Midrasch zum 4. Buch Mose)                              | Bemidbar Rabba (Midrasch zum 4. Buch Mose)                                           | s. Midrasch Rabba |
| Bened.           | Benedikt von Nursia                                                     | Benedikt von Nursia                                                                  | |
|                  | reg.                                                                    | regula monachorum                                                                    | |
| Benndorf-Schöne  | Die antiken Bildwerke des Lateranensischen Museums                      | Die antiken Bildwerke des Lateranensischen Museums                                   | Otto Benndorf, Richard Schöne (Leipzig 1867) |
| Ber              | Talmudtraktat Berakhot                                                  | Talmudtraktat Berakhot                                                               | |
| Berol.           | Berolinensis                                                            | Berolinensis                                                                         | Hinweis auf Bestände der Berliner Bibliotheken und Sammlungen, insbesondere der Berliner Staatsbibliothek und der Papyrussammlung des Ägyptischen Museums |
| Beros.           | Berossos                                                                | Berossos                                                                             | |
|                  |                                                                         | historiae                                                                            | |
| BerR             | Bereschit Rabba (Midrasch zum 1. Buch Mose)                             | Bereschit Rabba (Midrasch zum 1. Buch Mose)                                          | Julius Theodor, Chanoch Albeck (Hg.): Bereschit Rabba, mit kritischem Apparat und Kommentar. 3 Bde., Berlin 1912–1936, Jerusalem 21965, Nachdruck 1996 (s. auch Midrasch Rabba) |
| BerRbti          | Bereschit Rabbati                                                       | Bereschit Rabbati                                                                    | Chanoch Albek (Hg.): Midras Beresit Rabbati. Jerusalem 1940, Nachdruck 1967 |
| BerS             | Bereschit Zuta                                                          | Bereschit Zuta                                                                       | M. Ha-Kohen (Hg.): Midrash Bereshit Zuta. Jerusalem 1962 |
| Bez              | Talmudtraktat Beza                                                      | Talmudtraktat Beza                                                                   | |
| BHM              | Bet HaMidrasch                                                          | Bet HaMidrasch                                                                       | A. Jellinek (Hg.): Bet ha-Midrasch. Sammlung kleiner Midraschim. 2 Bde., Leipzig u. Wien 1853–1877, 31967 |
| Bik              | Talmudtraktat Bikkurim                                                  | Talmudtraktat Bikkurim                                                               | |
| Bion             | Bion von Smyrna                                                         | Bion von Smyrna                                                                      | |
|                  | epit. Adon.                                                             | epithaphium Adonidis Ἐπιτάφιος Ἀδώνιδος (Epitáphios Adṓnidos)                        | Klagelied für Adonis |
| BM               | Talmudtraktat Bava metzia                                               | Talmudtraktat Bava metzia                                                            | |
| BMC              | Catalogue of the Greek Coins in the British Museum                      | Catalogue of the Greek Coins in the British Museum                                   | Reginald Stuart Poole (London 1873ff.) |
| BMCRE            | Coins of the Roman Empire in the British Museum                         | Coins of the Roman Empire in the British Museum                                      | Harold Mattingly (London 1923ff.) |
| BMCRR            | Coins of the Roman Republic in the British Museum                       | Coins of the Roman Republic in the British Museum                                    | Herbert Appold Grueber (London 1910) |
| Boeth., Boëth.   | Boëthius siehe auch Ps-Boeth.                                           | Boëthius siehe auch Ps-Boeth.                                                        | |
|                  | anal. pr.                                                               | analytica priora Aristotelis latine versa                                            | |
|                  | arithm.                                                                 | de institutione arithmetica                                                          | |
|                  | (de) art. arithm.                                                       | de arte arithmetica                                                                  | |
|                  | c. Eutych.                                                              | contra Eutychen et Nestorium                                                         | |
|                  | categ.                                                                  | categoriae Aristotelis latine versae                                                 | |
|                  | cons.                                                                   | de consolatione philosophiae                                                         | Der Trost der Philosophie |
|                  | diff. top.                                                              | de differentiis topicis                                                              | |
|                  | divin.                                                                  | Utrum Pater et Filius et Spiritus Sanctus de divinitate substantialiter praedicentur | |
|                  | divis.                                                                  | de divisione                                                                         | |
|                  | elench. soph.                                                           | de sophisticis elenchis liber Aristotelis latine versa                               | |
|                  | herm.                                                                   | peri hermeneias liber Aristotelis latine versa                                       | |
|                  | in categ. comm.                                                         | in categorias Aristotelis commentarius                                               | |
|                  | in herm. comm.                                                          | in librum Aristotelis peri hermeneias commentarii                                    | |
|                  | in Porph. comm.                                                         | in Porphyrii isagogen commentarii                                                    | |
|                  | in top. Cic.                                                            | commentarii in Ciceronis topica                                                      | |
|                  | mus.                                                                    | de institutione musicae                                                              | |
|                  | opusc. sacra                                                            | opuscula sacra                                                                       | |
|                  | subst. bon.                                                             | quomodo substantiae in eo, quod sint, bonae sint                                     | |
|                  | syll. categ.                                                            | de syllegismo categorico                                                             | |
|                  | syll. categ. introd.                                                    | introductio ad syllgismos categoricos                                                | |
|                  | syll. hyp.                                                              | de hypotheticis syllogismis                                                          | |
|                  | top. Arist.                                                             | topica Arisatotelis latine versa                                                     | |
|                  | transl. Porph isag.                                                     | Porphyrii isagoge e graeco versa                                                     | |
|                  | trin.                                                                   | de trinitate                                                                         | |
| BQ               | Talmudtraktat Bava qama                                                 | Talmudtraktat Bava qama                                                              | |
| BrBr             | Denkmäler griechischer und römischer Sculptur in historischer Anordnung | Denkmäler griechischer und römischer Sculptur in historischer Anordnung              | Heinrich Brunn (München 1888–1911) |
| BrJer            | Brief des Jeremia                                                       | Brief des Jeremia                                                                    | |

| Legende zu den Farben der Autoreneinträge | Legende zu den Farben der Autoreneinträge | Legende zu den Farben der Autoreneinträge | Legende zu den Farben der Autoreneinträge                                                      |
| ----------------------------------------- | ----------------------------------------- | ----------------------------------------- | ---------------------------------------------------------------------------------------------- |
|                                           | Autor                                     | Autor                                     | Autorenabkürzung                                                                               |
| SW                                        | Sammelwerk                                | Sammelwerk                                | Sammlung oder Sammelwerk (sowohl moderne als auch antike)                                      |
| AN                                        | Anonym                                    | Anonym                                    | Schrift eines einzelnen, unbekannten Autors                                                    |
| BS                                        | Biblische Schrift                         | Biblische Schrift                         | Schrift des AT oder NT (auch Apokryphen)                                                       |
| RS                                        | Rabbinische Schrift                       | Rabbinische Schrift                       | Mischna, Talmud und sonstige hebräische, nichtbiblische Schrift                                |
| X                                         | Sonstiges                                 | Sonstiges                                 | Abkürzung von Lexikon, Referenz- oder Nachschlagewerk, Schriftreihe etc.; allgemeine Abkürzung |